# James Gurley
James Gurley (22 de dezembro de 1939 — 20 de dezembro de 2009) foi um músico norte-americano. Ele é mais conhecido como o guitarrista do Big Brother and the Holding Company, uma banda de rock psicodélico e acid de São Francisco, Califórnia.